# Chiesa anglicana del Kenya
La Chiesa anglicana del Kenya è una provincia della Comunione anglicana, ed è composta da 31 diocesi. L'attuale Primate della Chiesa è l'arcivescovo del Kenya Eliud Wabukala.

## Nome ufficiale
La Chiesa divenne parte della Provincia dell'Africa orientale nel 1960, ma la Chiesa del Kenya e della Chiesa anglicana di Tanzania si separarono in province separate nel 1970.

## Storia
La chiesa fu fondata originariamente come diocesi di orientale dell'Africa equatoriale orientale (Uganda, Kenya, Tanzania nel 1884, con James Hannington come primo vescovo; tuttavia, l'attività missionaria anglicana era presente nella zona fin dal 1844, quando il dottor Johann Ludwig Krapf si recò a Mombasa. I primi africani sono stati ordinati al sacerdozio nel 1885. Nel 1898, la diocesi venne divisa in due, a favore dell'erezione della nuova diocesi di Mombasa e della diocesi della Tanzania settentrionale (l'altra diocesi in seguito divenne la Chiesa d'Uganda); La diocesi della Tanzania settentrionale venne separata dalla diocesi nel 1927. Nel 1910 iniziarono conversioni di massa degli africani. Nel 1955, i primi vescovi africani della diocesi, Festo Olang e Obadiah Kariuki , furono consacrati dall'Arcivescovo di Canterbury in Uganda.

## Adesione
Oggi, ci sono almeno 4.500.000 anglicani su una popolazione stimata di 43 milioni, che forma il 10,6% della popolazione del Kenya (vedi testo di D.Nkonge Kagema PhD, 2008, p. 62).

## Primati
Il Primate della Chiesa anglicana è l'Arcivescovo del Kenya. La Sede generale è a Nairobi. Dal 1964 al 2002, l'All Saints' Cathedral di Nairobi fu la sede titolare dell'Arcivescovo del Kenya, che ex officio era anche il vescovo diocesano dell'intero episcopato di Nairobi. Nei primi 2000, il sinodo provinciale della Chiesa Anglicana del Kenya (ACK) e la diocesi di Nairobi iniziarono a discutere per una nuova definizione della sede titolare, decidendo di costituire una piccola diocesi dell'All Saints' Cathedral avente giurisdizione nelle zone limitrofe della chiesa madre nella capitale keniota, che ex officio è anche la sede del Primate e Arcivescovo di Tutto il Kenya (in inglese: Primate and Archbishop of All Kenya). 

Essa è distinta dalla diocesi di Nairobi che elegge un proprio vescovo, il quale non è più in linea di principio la massima autorità della Chiesa Anglicana del Kenya. La diocesi di Nairobi è suddivisa in due arcidiaconie, che a loro volta amministrano un totale di dodici parrocchie. Similmente, anche la diocesi autonoma di All Saints' Cathedral è articolata in due diocesi suffraganee con altrettanti vescovi titolari.
Mons. Eliud Wabukala fu il quinto primate da quando la Provincia di Africa orientale è stata divisa in Provincia del Kenya e della Tanzania.

A partire dagli anni '80, la Chiesa Anglicana del Kenya ha avuto come primate i seguenti arcivescovi:
- Festo Olang, (1970-1980)
- Manasses Kuria, (1980-1994)
- David Gitari, (1997-2002)
- Benjamin Nzimbi, (2002-2009)
- Eliud Wabukala, (2009-2016)
- Jackson Ole Sapit (2016-)

## Struttura
Il sistema gerarchico della Chiesa anglicana del Kenya è l'episcopalismo, che è lo stesso di tutte le Chiese Anglicane. La chiesa è organizzata in diocesi. 31 sono le diocesi, ciascuna retta da un Vescovo:
- Diocesi di Bondo
- Diocesi di Bungoma
- Diocesi di Butere
- Diocesi della Cattedrale di Tutti i Santi
- Diocesi di Eldoret
- Diocesi di Embu
- Diocesi di Kajiado
- Diocesi di Katakwa
- Diocesi di Kericho
- Diocesi di Kirinyaga
- Diocesi di Kitale
- Diocesi di Kitui
- Diocesi di Machakos
- Diocesi di Marsabit
- Diocesi di Maseno Settentrionale
- Diocesi di Maseno Meridionale
- Diocesi di Maseno Occidentale
- Diocesi di Mbeere
- Diocesi di Meru
- Diocesi di Mombasa
- Diocesi Mount Kenya Centrale
- Diocesi Mount Kenya Meridionale
- Diocesi Mount Kenya Occidentale
- Diocesi di Mumias
- Diocesi di Nairobi
- Diocesi di Nakuru
- Diocesi di Nambale
- Diocesi di Nyahururu
- Diocesi di Sud Nyanza
- Diocesi di Taita-Taveta
- Diocesi di Thika

Ogni diocesi è divisa in arcidiaconati, ciascuno guidato da un anziano presbitero. Gli arcidiaconati sono ulteriormente suddivise in parrocchie, guidate da un parroco. Le parrocchie sono suddivisi in sotto-parrocchie, guidati da laici.

## Culto e liturgia
La Chiesa anglicana del Kenya, come tutte le chiese anglicane, abbraccia i tre Ordini tradizionali del ministero: diacono, sacerdote e vescovo. È utilizzata una variante locale del Libro delle preghiere comuni.

## Dottrina
Il centro della Chiesa Anglicana del Kenya è la vita e la resurrezione di Gesù. Gli insegnamenti fondamentali della Chiesa, o il catechismo, sono:
- Gesù Cristo è pienamente umano e pienamente Dio. Morì e fu risuscitato dai morti.
- Gesù offre la via della vita eterna per coloro che credono.
- L'Antico e il Nuovo Testamento della Bibbia sono stati scritti da persone "sotto l'ispirazione dello Spirito Santo". Gli Apocrifi sono libri aggiuntivi che vengono utilizzati nel culto cristiano, ma non per la formazione della dottrina.
- I due sacramenti strettamente necessari sono il Battesimo e l'Eucaristia.
- Altri riti sacramentali sono la confermazione, l'ordinazione, il matrimonio, la confessione, e l'unzione.
- Credere al Paradiso, all'Inferno e alla Seconda venuta.

### Rapporti ecumenici
Come molte altre chiese anglicane, la Chiesa anglicana del Kenya è un membro del Consiglio ecumenico delle Chiese. Nell'ottobre 2009, la leadership della Chiesa del Kenya ha reagiti alla proposta di creazione da parte della Chiesa cattolica di ordinariati personali per anglicani tradizionalisti scontenti poiché le attuali strutture GAFCON soddisfano già le esigenze spirituali e pastorali degli anglicani conservatori africani.

## Riallineamento anglicano
La Chiesa anglicana del Kenya è un membro dell'Associazione Globale Sud e della Compagnia Anglicana Confessionale. Hanno avuto disaccordi con la Chiesa Episcopale degli Stati Uniti d'America sulla questione di permettere matrimoni omosessuali e ordinazione gay, ed hanno sostenuto la Chiesa Anglicana in Nord America per la creazione di una loro provincia della comunione anglicana.

### GAFCON
La seconda sessione della GAFCON si è tenuta presso la Cattedrale di Nairobi, dal 21 ottobre al 26 ottobre 2013.